# Amarone
 Der er for få eller ingen kildehenvisninger i denne artikel, hvilket er et problem. Du kan hjælpe ved at angive troværdige kilder til de påstande, som fremføres i artiklen.

Amarone della Valpolicella er en italiensk, tør rødvin. Traditionelt laves den af tørrede druer af sorterne Corvina, Rondinella og Molinara, dog kommer der flere Amarone-vine frem, som også er blandet med oldtidsdruen Osaleta. Vinen blev klassificeret som Denominazione di Origine Controllata i december 1990, og den 4. december 2009 fik Amarone og Recioto della Valpolicella klassifikationen DOCG Denominazione di Origine Controllata e Garantita.
Amarone della Valpolicella DOC er en af de fineste italienske vine. Den kommer fra Veneto i distriktet Valpolicella, lige nord for Verona. Amarone har været produceret i lang tid, men har først i de seneste år opnået sin store popularitet. Vinen produceres helt eller delvis af tørrede druer, som nogle gange også bliver angrebet af ædelråd (Botrytis cinerea). Dette gør, at vinen bliver alkoholstærk og fyldig. Til forskel fra den klassiske recioto gærer Amaronen helt ud og bliver dermed tør. En Amarone kan ikke have mindre alkoholprocent end 14 % og må lagre i mindst 24 måneder før den sælges.
 Restsukkerindholdet må ikke være højere end 15 gram/liter.
De største og mest kendte producenter af Amarone er Giuseppe Quintarelli og Romano dal Forno.